# Jeff Lieberman
Jeff Lieberman (nascut el 16 d'octubre de 1947) és un director de cinema i guionista estatunidenc, conegut per la seva pel·lícules de culte de terror i de suspens. Cucs (1976), Blue Sunshine (1978) i Just Before Dawn (1981).

## Biografia
Jeff Lieberman va néixer l'any 1947 al districte de Brooklyn de Nova York. Va debutar al llargmetratge com a escriptor. i director de la pel·lícula de terror natural Cucs (1976), sobre cucs de terra que inunden una petita ciutat del sud i fan estralls. La seva següent pel·lícula, Blue Sunshine (1978), va seguir una sèrie d'assassinats a Los Angeles, relacionats amb l'ús per part dels assassins d'un cert soca de LSD. Blue Sunshine es va projectar al Festival de Internacional de Cinema de Canes, així com al BFI London Film Festival i al Festival Internacional de Cinema d'Edimburg. El 1981, Lieberman va escriure i dirigir la pel·lícula slasher Just Before Dawn, sobre un grup de campistes perseguits per un assassí als boscos d'Oregon.
El 1988, Lieberman va escriure i dirigir Remote Control, una pel·lícula de ciència-ficció que segueix a un empleat d'una botiga de vídeo que descobreix que una cinta de vídeo circulant a la seva botiga està rentant el cervell als seus espectadors. . Posteriorment va escriure el guió de The NeverEnding Story III (1994). més tard va escriure i dirigir la pel·lícula satírica de terror Satan's Little Helper (2004).

## Filmografia
Com a director
| Any  | Títol                                                     | Notes        |
| ---- | --------------------------------------------------------- | ------------ |
| 1972 | The Ringer                                                | curtmetratge |
| 1976 | Cucs                                                      |              |
| 1978 | Blue Sunshine                                             |              |
| 1980 | Doctor Franken                                            | Telefilm     |
| 1981 | Just Before Dawn                                          |              |
| 1988 | Remote Control                                            |              |
| 1994 | But... Seriously                                          | Documental   |
| 1995 | Sonny Liston: The Mysterious Life and Death of a Champion | Telefilm     |
| 2004 | Satan's Little Helper                                     |              |

Com a guionista
| Any  | Títol                     | Notes                                   |
| ---- | ------------------------- | --------------------------------------- |
| 1972 | The Ringer                |                                         |
| 1973 | Blade                     |                                         |
| 1976 | Squirm                    |                                         |
| 1978 | Blue Sunshine             |                                         |
| 1980 | Doctor Franken            |                                         |
| 1981 | Just Before Dawn          |                                         |
| 1988 | Remote Control            |                                         |
| 1994 | The Neverending Story III |                                         |
| 2004 | Satan's Little Helper     |                                         |
| 2006 | 'Til Death Do Us Part     | Sèrie de televisió; creador, 3 episodis |